# Вудлон (Северна Каролина)
Вудлон (енгл. Woodlawn) насељено је место без административног статуса у америчкој савезној држави Северна Каролина.

## Демографија
По попису из 2010. године број становника је 900, што је 151 (-14,4%) становника мање него 2000. године.
| Група             | 2000.       | 2010.       |
| Белци             | 799 (76,0%) | 675 (75,0%) |
| Афроамериканци    | 221 (21,0%) | 167 (18,6%) |
| Азијати           | 0 (0,0%)    | 3 (0,3%)    |
| Хиспаноамериканци | 11 (1,0%)   | 38 (4,2%)   |
| Укупно            | 1.051       | 900         |